# 胡叔元
胡叔元（1514年—1535年），字允卿，陝西寧夏衛軍籍，直隸應天府溧陽縣人，明朝政治人物。

## 生平
嘉靖十三年（1534年）甲午科陝西鄉試第四十三名舉人，十四年（1535年）中式乙未科會試第一百三十五名，三甲第一百六十六名進士。同年未授官而卒。

## 家族
曾祖胡璉，封戶部主事，贈兵部左侍郎；伯祖父胡汝礪，兵部左侍郎；祖父胡汝楫，襄陵縣知縣；父胡佑。母俞氏。重慶下。
妻王氏，夫卒於京師，時年二十歲，哀毁骨立，撫侄胡植為嗣，視如己出。右副都御史張翰重其節義，給月廩以養之，仍匾其門曰「貞節」，卒年八十一歲。